# Einheitsverband der Bergarbeiter Deutschlands
Der Einheitsverband der Bergarbeiter Deutschlands (EVBD) war eine 1931 gegründete kommunistische Gewerkschaft, die auch nach der Machtübernahme Hitlers im Frühjahr 1933 im Widerstand gegen den Nationalsozialismus aktiv war.

## Entstehung und Ausrichtung
Der EVBD entstand – ähnlich wie der Einheitsverband der Metallarbeiter Berlins aus einer linksradikalen gewerkschaftlichen Bewegung vor dem Hintergrund der Revolutionären Gewerkschafts-Opposition (RGO) und den Bestrebungen der KPD um eine Massenbewegung. Nach dem EVMB war der EVBD der zweite größere "rote Verband", der von der RGO gegründet wurde. Der EVBD verstand sich als klassenkämpferische bzw. revolutionäre Gewerkschaft, die in erster Linie Streiks zur Abwehr von Lohnkämpfen und Verschlechterungen der Arbeitsbedingungen zu politischen Massenstreiks transformieren wollte. Dieses Ziel misslang jedoch.
An der Gründungsversammlung am 11. Januar 1931 in Duisburg nahmen 1268 Delegierte aus 134 Bergwerken teil. Das Hauptreferat soll von Anton Saefkow gehalten worden sein. Der Gründung war zuvor das Ende eines Streiks vorangegangen. Die auf verschiedenen Zechen geführten Streiks im Ruhrgebiet sollen von 15 Prozent der Belegschaften getragen worden sein. Die Ausstände richteten sich gegen Lohnsenkungen und wurden gegen den Willen der Freien Gewerkschaften geführt. Der kommunistische Bergarbeiter Albert Funk wurde auf der Gründungsversammlung zum Vorsitzenden gewählt. Parallel zur Gründungsversammlung in Duisburg fand eine Gründungsveranstaltung in Hindenburg (Oberschlesien) statt, an der 130 Delegierte teilnahmen. 15 Prozent der an den Versammlungen Teilnehmenden sollen nach Angaben der Politischen Polizei, die die Veranstaltung überwachte, zuvor aus den Freien Gewerkschaften ausgeschlossen worden sein. Beim größten Teil der Teilnehmer soll es sich um Unorganisierte gehandelt haben.

## Gewerkschaftspolitische Entwicklung
Der Einheitsverband stand später mit – nach eigenen Angaben – bis zu 22.936 Mitgliedern dem „Alten Verband“ (Bergbauindustriearbeiter-Verband) gegenüber. Der freigewerkschaftliche Verband blieb aber die größere Organisation. Obgleich der EVBD den Freien Gewerkschaften bzw. dem freigewerkschaftlichen Bergbauindustriearbeiterverband die Mitglieder abwerben wollte, blieb ein größerer Zustrom aus. Auch wenn die Mitgliederzahl des EVBD überhöht zu sein scheint, war der EVBD der größte „rote Verband“ der RGO. Bei der Aufnahme von Kollegen, die vorher aus anderen Verbänden ausgetreten waren oder ausgeschlossen wurden, war der EVBD die wirksamste kommunistische Arbeitervereinigung. Der überwiegende Teil der Mitgliedschaft war im Ruhrgebiet ansässig. 1931 erreichte er bei den Betriebsrätewahlen ca. 29 Prozent, während die christlichen Gewerkschaften knapp 25 Prozent und der freigewerkschaftliche Bergarbeiterverband (Bergbauindustriearbeiter-Verband) ca. 36 Prozent erhielten. In manchen Zechen des westlichen und nördlichen Ruhrgebietes erreichte der Verband über 50 Prozent Zustimmung. Ähnlich wie der EVMB blieb auch der EVBD eine Regionalorganisation, die im Wesentlichen im Ruhrgebiet und in Teilen Oberschlesiens wirkte.

## Widerstand gegen den Nationalsozialismus
Nach der Machtübernahme der Nationalsozialisten engagierten sich eine Reihe Mitglieder und Funktionäre im Widerstand gegen den Nationalsozialismus. Bis Ende 1934 gab es Versuche, den EVBD als kommunistische gewerkschaftliche Organisation unter den Bedingungen der Illegalität zu erhalten. Viele Widerständler wurden verhaftet und mussten Repressalien der Nationalsozialisten erdulden.